# Rušinov
Rušinov är en ort i Tjeckien.   Den ligger i regionen Vysočina, i den centrala delen av landet, 100 km öster om huvudstaden Prag. Rušinov ligger 572 meter över havet och antalet invånare är 168.
Terrängen runt Rušinov är kuperad söderut, men norrut är den platt. Runt Rušinov är det ganska glesbefolkat, med 45 invånare per kvadratkilometer. Närmaste större samhälle är Chrudim, 19,4 km norr om Rušinov. I omgivningarna runt Rušinov växer i huvudsak blandskog.